# Дистеароїлфосфатидилхолін
Дистеароїлфосфатидилхолін (DSPC) — фосфатидилхолін, різновид фосфоліпіду. Це природна складова клітинних мембран, наприклад фосфатидилхоліни соєвих бобів є переважно різними 18-вуглецевими фосфатидилхолінами (включаючи меншу частину насичених DSPC), і їх гідрогенізація призводить до утворення 85 % DSPC. Його можна використовувати для створення ліпідних наночастинок, які використовуються у мРНК-вакцинах, зокрема, він є частиною системи доставки біологічно активної речовини для вакцин проти COVID-19 виробництва Moderna та Pfizer.